# Klaus Tappeser

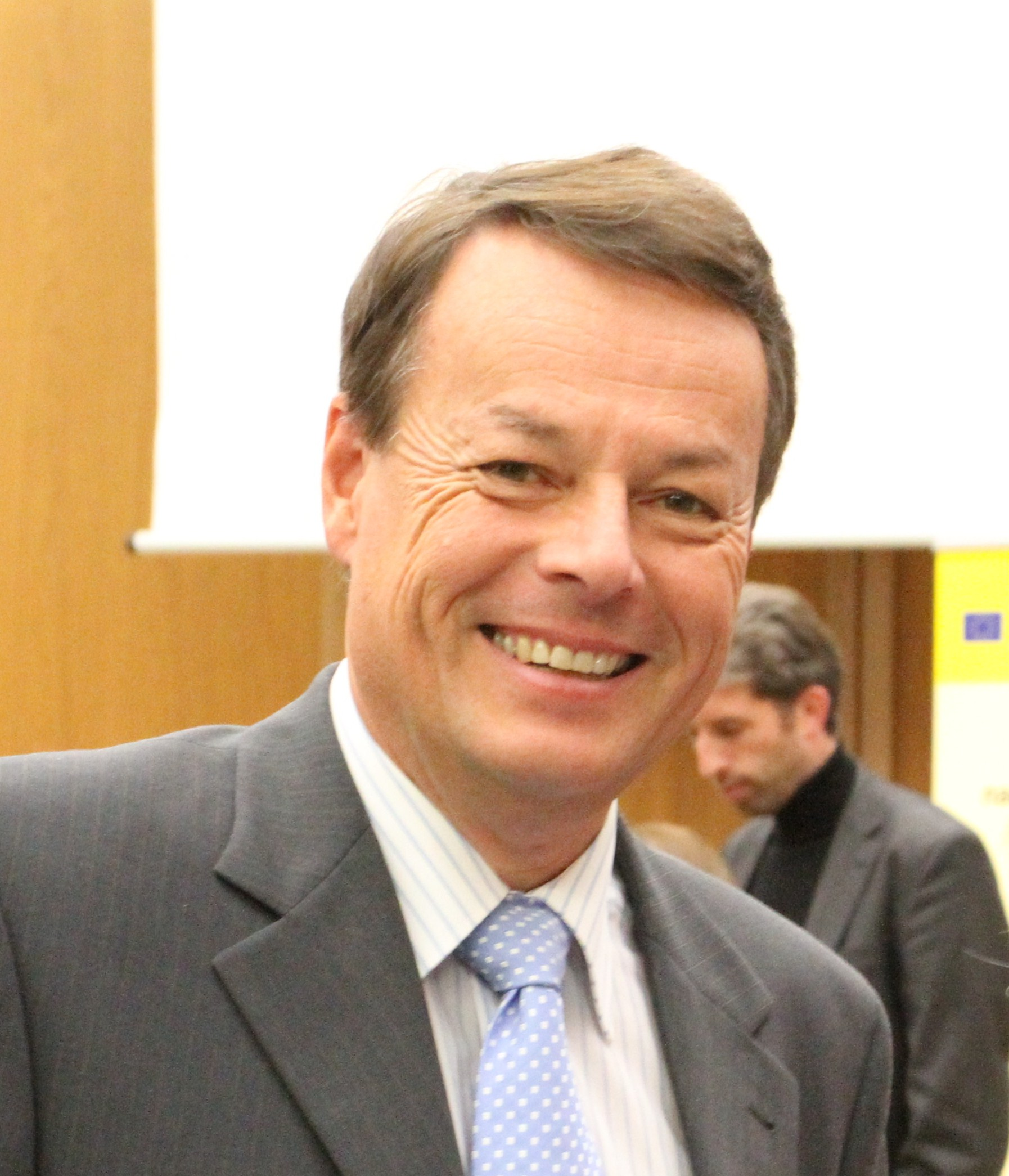
Klaus Tappeser (2012)

Klaus Tappeser (* 5. August 1957 in Geldern) ist ein deutscher Politiker (CDU). Er war Oberbürgermeister der Stadt Rottenburg am Neckar (1995–2008) und Landtagsabgeordneter in Baden-Württemberg (2006–2008). Seit dem 11. Oktober 2016 ist er Regierungspräsident des Regierungsbezirks Tübingen.

## Ausbildung, Beruf und Privates
Klaus Tappeser, aufgewachsen in Saulgau, studierte nach seinem Abitur 1976 am dortigen Störck-Gymnasium im Rahmen einer Verpflichtung als Berufssoldat Pädagogik an der Universität der Bundeswehr München und schloss 1981 als Diplom-Pädagoge ab. Er wurde später Batteriechef. Nach verschiedenen Aufgaben als Soldat war er von 1992 bis 1995 Sozialdezernent beim Landratsamt Ravensburg.
Nach dem Wechsel der Landesregierung im Jahr 2011 war Klaus Tappeser bis ins Jahr 2016 als freier wirtschaftspolitischer Berater tätig.
Der Katholik Tappeser ist seit 1983 verheiratet und hat zwei erwachsene Kinder. Sein Sohn Klaus Wilhelm Tappeser ist seit November 2022 Bürgermeister von Schemmerhofen.

## Politik
Von 1995 bis 2008 war Tappeser Oberbürgermeister der Stadt Rottenburg am Neckar. 2003 wurde er mit 89,58 % in seinem Amt bestätigt und setzte sich bereits zum zweiten Mal gegen Christian Hörburger (9,98 %) durch. 2008 folgte ihm Stephan Neher in diesem Amt nach.
Von April 2006 bis 2008 war Tappeser Mitglied des Landtags von Baden-Württemberg. Nach seiner Mandatsniederlegung rückte Monika Bormann für ihn in den Landtag nach.
Am 8. Januar 2008 erfolgte die Ernennung zum Ministerialdirektor im Ministerium für Wissenschaft Baden-Württemberg. Nach dem Regierungswechsel in Baden-Württemberg zum 1. Mai 2011 wurde er am 20. Mai 2011 in den einstweiligen Ruhestand versetzt und im Ministerium für Wissenschaft, Forschung und Kunst Baden-Württemberg durch Simone Schwanitz ersetzt. Tappeser kündigte noch im Mai 2011 an, in die Privatwirtschaft wechseln zu wollen. Tappeser gründete eine Beratungsfirma für Politik und Wirtschaft.
Klaus Tappeser wurde 2010 von Wissenschaftsminister Peter Frankenberg als Vorsitzender in den Aufsichtsrat des Universitätsklinikums Freiburg delegiert, um die Führungskrise der Leitung der Freiburger Uniklinik zu beenden und eine neue Führungsorganisation aufzubauen.
Nach dem plötzlichen Rückzug von Rainer Rothfuß als Kandidat bei der Oberbürgermeisterwahl in der bayerischen Kreisstadt Lindau (Bodensee) konnte die CSU Tappeser als Kandidaten für das Oberbürgermeisteramt gewinnen. Bei der Oberbürgermeister-Stichwahl unterlag er jedoch Gerhard Ecker (SPD).
Im September 2012 wurde bekannt, dass Tappeser gemeinsam mit seinen CDU-Kollegen Thomas Halder und Albrecht Rittmann, aufgrund von angeblichen Rechtsmängeln bei der Abberufung als politische Beamte durch die neu gewählte grün-rote Landesregierung, gegen die Versetzung in den einstweiligen Ruhestand vorgeht. Laut Beamtenstatusgesetz können Beamte jedoch „jederzeit in den einstweiligen Ruhestand versetzt werden, wenn sie ein Amt bekleiden, bei dessen Ausübung sie in fortdauernder Übereinstimmung mit den grundsätzlichen politischen Ansichten und Zielen der Regierung stehen müssen“.
Im Januar 2013 wurde im Südkurier vermeldet, dass Tappeser über einen gesicherten Listenplatz der CDU bei der Europawahl 2014 in das nächste Europaparlament einziehen wolle. Doch Tappeser unterlag bei der parteiinternen Nominierung seinem Gegenkandidaten Norbert Lins mit einer Stimme Unterschied.
Im April 2015 wurde Tappeser im Wahlkreis Tübingen-Rottenburg mit deutlicher Mehrheit als Kandidat der CDU für die Landtagswahl in Baden-Württemberg 2016 nominiert. Bei der Wahl unterlag er dem Kandidaten der Grünen Daniel Lede Abal.
Im Zuge des Regierungswechsels 2016 im Land Baden-Württemberg wurde Klaus Tappeser am 1. Juni 2016 als Regierungspräsident des Regierungsbezirks Tübingen bestellt und ist seit dem 11. Oktober 2016 im Amt. Sein Vorgänger Jörg Schmidt (SPD) legte dagegen Widerspruch beim Verwaltungsgericht Sigmaringen ein, der am 14. Juli 2016 abgelehnt wurde. Am 11. Oktober 2016 ernannte Ministerpräsident Winfried Kretschmann Tappeser offiziell zum Regierungspräsidenten.

## Partei
Tappeser war von 1997 bis 2016 Kreisvorsitzender der CDU Tübingen und von 1999 bis 2016 Mitglied des Tübinger Kreistags.

## Ehrenamt
Tappeser war von 2001 bis 2016 ehrenamtlich Präsident des Württembergischen Landessportbundes und Vizepräsident des Landessportverbandes Baden-Württemberg. Am 4. Juni 2016 wurde Tappeser einstimmig von der Mitgliederversammlung des Württembergischen Landessportbundtages auf weitere vier Jahre bestätigt. Mit Eintritt in sein Amt als Tübinger Regierungspräsident trat Tappeser von beiden Ämtern zurück. Am 23. Juni 2018 wurde er zum Ehrenpräsidenten des Württembergischen Landessportbundes ernannt.